# Jonas Wallerstedt
Jonas Wallerstedt est un footballeur suédois, né le 18 mars 1978 à Linköping en Suède. Il mesure 1,80 m.
Jonas Wallerstedt occupe le poste d'attaquant.

## Biographie

### IFK Norrköping
Il est choisi comme le footballeur masculin de l'année en Östergötland « Årets herrfotbollsspelare i Östergötland » en 1999. 
Wallerstedt décide de tenter se chance ailleurs après que l'IFK Norrköping soit reléguée en Superettan à la fin de la saison 2002, en effectuant des essais avec le club norvégien Bryne FK et avec le club russe FK Torpedo-Metallurg. En février 2003, il signe finalement un contrat avec le club russe devenant le premier joueur suédois à jouer dans le championnat russe.

### GIF Sundsvall
Wallerstedt retourne en Suède le 1er juillet 2003, après avoir passé seulement 5 mois en Russie. La FIFA autorise le transfert malgré la règle des 12 mois, en raison des problèmes administratifs du FK Torpedo-Metallurg avec l'obtention d'un visa pour le joueur et le paiement de son salaire. 
Wallerstedt marque 4 buts en 15 matchs pendant sa première saison, aidant son club à éviter la relégation directe avec seulement 2 points  d'avance et gagnant aussi les matchs des barrages de relégation face au BK Häcken.
La saison 2004 est une réussite à la fois pour Wallerstedt et pour le club. Le GIF Sundsvall termine à la 7e place, passant devant Örebro SK à la fin de la saison à la suite de la relégation du club. Wallerstedt termine meilleur buteur du club avec ses 9 buts en 24 matchs.

## Carrière
| Saison                | Club                  | Championnat           | Championnat | Championnat | Coupe(s) nationale(s) | Coupe(s) nationale(s) | Supercoupe | Supercoupe | Compétition(s) continentale(s) | Compétition(s) continentale(s) | Compétition(s) continentale(s) | Suède | Suède | Total | Total |
| Saison                | Club                  | Division              | M.          | B.          | M.                    | B.                    | M.         | B.         | Comp.                          | M.                             | B.                             | M.    | B.    | M.    | B.    |
| 1995                  | IFK Norrköping        | Allsvenskan           | -           | -           | -                     | -                     | -          | -          | -                              | -                              | -                              | -     | -     | 0     | 0     |
| 1996                  | IFK Norrköping        | Allsvenskan           | -           | -           | -                     | -                     | -          | -          | -                              | -                              | -                              | -     | -     | 0     | 0     |
| 1997                  | IFK Norrköping        | Allsvenskan           | -           | -           | -                     | -                     | -          | -          | -                              | -                              | -                              | -     | -     | 0     | 0     |
| 1998                  | IFK Norrköping        | Allsvenskan           | -           | -           | -                     | -                     | -          | -          | -                              | -                              | -                              | -     | -     | 0     | 0     |
| 1999                  | IFK Norrköping        | Allsvenskan           | -           | -           | -                     | -                     | -          | -          | -                              | -                              | -                              | 1     | 0     | 1     | 0     |
| 2000                  | IFK Norrköping        | Allsvenskan           | -           | -           | -                     | -                     | -          | -          | -                              | -                              | -                              | 2     | 0     | 2     | 0     |
| 2001                  | IFK Norrköping        | Allsvenskan           | 20          | 3           | -                     | -                     | -          | -          | -                              | -                              | -                              | -     | -     | 20    | 3     |
| 2002                  | IFK Norrköping        | Allsvenskan           | 25          | 6           | -                     | -                     | -          | -          | -                              | -                              | -                              | -     | -     | 25    | 6     |
| 2003                  | FK Torpedo-Metallurg  | Premier-Liga          | 2           | 0           | 2                     | 0                     | -          | -          | -                              | -                              | -                              | -     | -     | 4     | 0     |
| 2003                  | GIF Sundsvall         | Allsvenskan           | 15          | 4           | -                     | -                     | -          | -          | -                              | -                              | -                              | -     | -     | 15    | 4     |
| 2004                  | GIF Sundsvall         | Allsvenskan           | 24          | 9           | -                     | -                     | -          | -          | -                              | -                              | -                              | -     | -     | 24    | 9     |
| 2005                  | GIF Sundsvall         | Allsvenskan           | 3           | 1           | -                     | -                     | -          | -          | -                              | -                              | -                              | -     | -     | 3     | 1     |
| 2006                  | IFK Göteborg          | Allsvenskan           | 20          | 3           | -                     | -                     | -          | -          | -                              | -                              | -                              | -     | -     | 20    | 3     |
| 2007                  | IFK Göteborg          | Allsvenskan           | 25          | 7           | -                     | -                     | -          | -          | -                              | -                              | -                              | -     | -     | 25    | 7     |
| 2008                  | IFK Göteborg          | Allsvenskan           | 28          | 7           | -                     | -                     | 1          | 2          | C1                             | 2                              | 1                              | -     | -     | 31    | 10    |
| 2009                  | GIF Sundsvall         | Superettan            | 29          | 9           | -                     | -                     | -          | -          | -                              | -                              | -                              | -     | -     | 29    | 9     |
| 2010                  | GIF Sundsvall         | Superettan            | 27          | 4           | -                     | -                     | -          | -          | -                              | -                              | -                              | -     | -     | 27    | 4     |
| 2011                  | GIF Sundsvall         | Superettan            | 23          | 2           | 1                     | 0                     | -          | -          | -                              | -                              | -                              | -     | -     | 24    | 2     |
| 2012                  | Umeå FC               | Superettan            | 11          | 0           | -                     | -                     | -          | -          | -                              | -                              | -                              | -     | -     | 11    | 0     |
| 2012                  | Hudiksvalls FF        | Superettan            | -           | -           | -                     | -                     | -          | -          | -                              | -                              | -                              | -     | -     | 0     | 0     |
| Total sur la carrière | Total sur la carrière | Total sur la carrière | 252         | 55          | 3                     | 0                     | 1          | 2          | -                              | 2                              | 1                              | 3     | 0     | 261   | 58    |

## Palmarès
IFK Göteborg
- Champion de Suède : 2007
- Vainqueur de la Coupe de Suède : 2008
- Vainqueur de la Supercoupe de Suède : 2008